# Диглюкозид секоизоларициресинола
Диглюкозид секоизоларициресинола (Секоизоларициресинола диглюкозид, СДГ; англ. Secoisolariciresinol diglycoside, SDG) — вещество растительного происхождения, лигнан, антиоксидант, находится в семенах льна, подсолнечника, кунжута и тыквы.

## Получение
СДГ получают гексановой делипидацией семян льна и последующей экстракцией предшественника — лигнанового полимера — в смеси вода/ацетон, удаления ацетона и щелочным гидролизом полимерной формы лигнана. 

## Применение
Исследования на животных показали благоприятный эффект СДГ против развития атеросклероза и диабета. Он также улучшал показатели крови, в частности уровень холестерина. Однако, у больных со злокачественной глиомой (4-й степени) высокое потребление СДГ приводило к пониженной выживаемости по сравнению с более низкими дозами лигнана. 

## См.также
- Лигнаны
- Секоизоларициресинол